# Соколов, Николай Алексеевич (следователь)
Никола́й Алексе́евич Соколо́в (21 мая [2 июня] 1882, Мокшан, Пензенская губерния — 23 ноября 1924, Сальбри, Франция) — российский юрист, мемуарист, публицист, следователь по особо важным делам Омского окружного суда, по поручению Верховного правителя А.В. Колчака расследовавший дела о расстреле царской семьи и алапаевских мучеников.

## Биография
Родился в купеческой семье. Окончил Пензенскую 2-ю мужскую гимназию (1900), затем юридический факультет Харьковского университета (1904). В 1907 году Николай Алексеевич стал судебным следователем Краснослободского участка родного Мокшанского уезда. В 1911 году получил назначение следователем по важнейшим делам Пензенского окружного суда. В 1914 году Соколов получил звание надворного советника. Был избран председателем союза судебных следователей Пензенского окружного суда. После революции 1917 года отказался сотрудничать с советской властью и уволился со службы. В октябре 1917 года, переодевшись крестьянином, отправился пешком в Сибирь.
В 1918 году — следователь по особо важным делам в Омском окружном суде.
В феврале 1919 года был назначен Верховным правителем России адмиралом А. В. Колчаком для производства следствия по делам о расстреле царской семьи и алапаевских мучеников. Получив материалы следствия первых следователей Наметкина и Сергеева, Соколов в конце февраля 1919 года опубликовал в омской газете «Заря» некоторые результаты расследования убийства Императора Николая Второго и его семьи, в том числе сообщил о найденных возле шахты на Исетском руднике вещах убитых, пулях, отрезанном пальце, и пр. В период с мая по 10 июля 1919 года Соколов собрал множество вещественных доказательств, опросил сотни свидетелей, провёл десятки экспертиз. После захвата красными Екатеринбурга (15 июля 1919 года) Соколов продолжал работу и во время отступления белых, проводя допросы свидетелей и экспертизы, вплоть до Харбина. Собранные им вещественные доказательства и документы Соколов при помощи главы французской миссии генерала Жанена в 1920 году перевёз из Харбина во Францию. Работу по опросу свидетелей и экспертизам материалов Соколов продолжал и в эмиграции, вплоть до своей смерти.
Часть материалов следствия была опубликована Соколовым в 1924 году на французском языке.

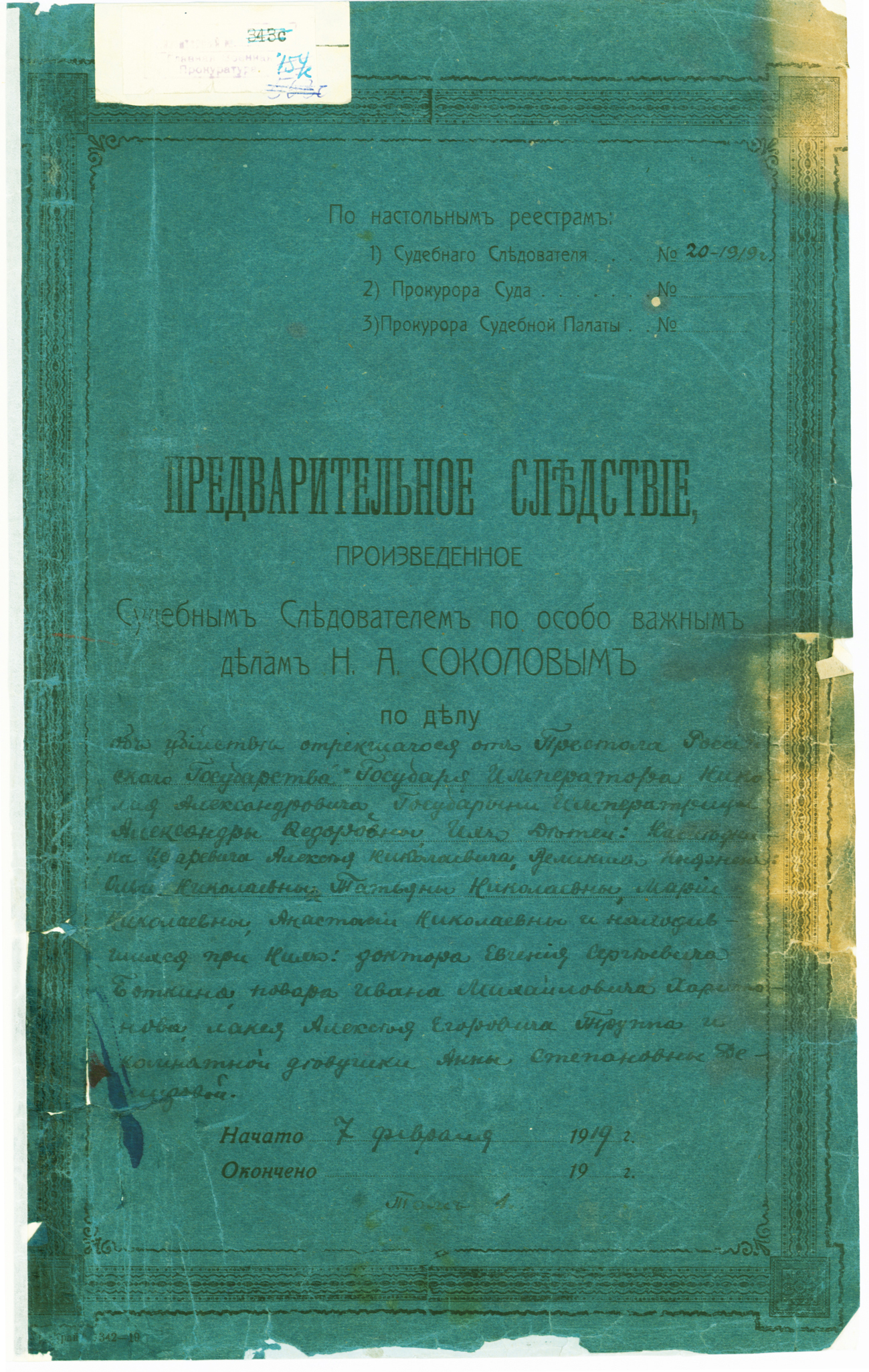

В 1923 году известный американский автостроитель Генри Форд пригласил Соколова предоставить материалы об убийстве императорской семьи Романовых в качестве доказательств в суде по делу, возбуждённому сионистами против Форда.
42-летний следователь был обнаружен мертвым в Сальбри 24 ноября 1924 года. Причина смерти не была установлена.
Книга «Убийство Царской Семьи. Из записок судебного следователя Н. А. Соколова» была опубликована уже после смерти Соколова в 1925 году и, по мнению некоторых, имеет признаки редактирования посторонними лицами. В силу этого полное авторство Соколова ставится под сомнение.
23 ноября 2024 года в День 100-летия со дня представления  в Монастыре Царственных Страстотерпцев открыт ему бюст

## Расследование убийства царской семьи
Белые войска Колчака вошли в Екатеринбург через неделю после расстрела царской семьи, 25 июля 1918 года. Сразу же началось расследование, которое по очереди вели три следователя, последним из которых был с 6 февраля 1919 года Николай Соколов, который перенял дела у И. А. Сергеева по настоянию генерала М. К. Дитерихса, назначенного Колчаком для надзора за расследованием. Ему предстояло выяснить, кто был убит в Ипатьевском доме, по чьему приказу и удалось ли кому-то из постояльцев этого дома выжить. Соколов пришел к заключению, что после расстрела тела всех убитых расчленили, сожгли на кострах и обезобразили серной кислотой. То есть, останков попросту нет и искать было нечего.
Ещё в Омске, Соколов 12 февраля начал осмотр и приобщение к делу огромного количества вещественных доказательств, полученных от Дитерихса: фотографирование, необходимую экспертизу, описи. Соколов отмечал: «…Помимо значения во многих других отношениях, это дело представляет для криминалиста-практика ту особенность, что оно не имеет того, что обыкновенно почти всегда имеется в делах об убийстве и чем доказывается чаще всего самый факт убийства — трупов. Вследствие того в этом деле самый факт убийства приходилось проверять иными путями. В этом отношении вещественные доказательства и имеют громадный интерес для дела… Конечно, каждое свидетельское показание, до известной степени, носит характер субъективности, что оно ценно тогда, когда оно подкрепляется другими, более объективными доказательствами».
План следственного производства Соколова предусматривал распределение всех собранных по делу вещей и документов на две группы: вещи и документы, которые должны остаться при следственном производстве в качестве вещественных доказательств, и вещи и документы, имеющие исторически-национальную ценность как предметы, принадлежавшие убитым членам Дома Романовых.
Следственные действия предусматривали:
- исследование и изучение вещественных доказательств, а также мест, связанных с убийством бывшего императора и его семьи;
- организацию розыска преступников и свидетелей по делу и сбор сведений о лицах, причастных к совершившемуся злодеянию;
- розыски тел мученически погибших Романовых и состоявших при них придворных и слуг.

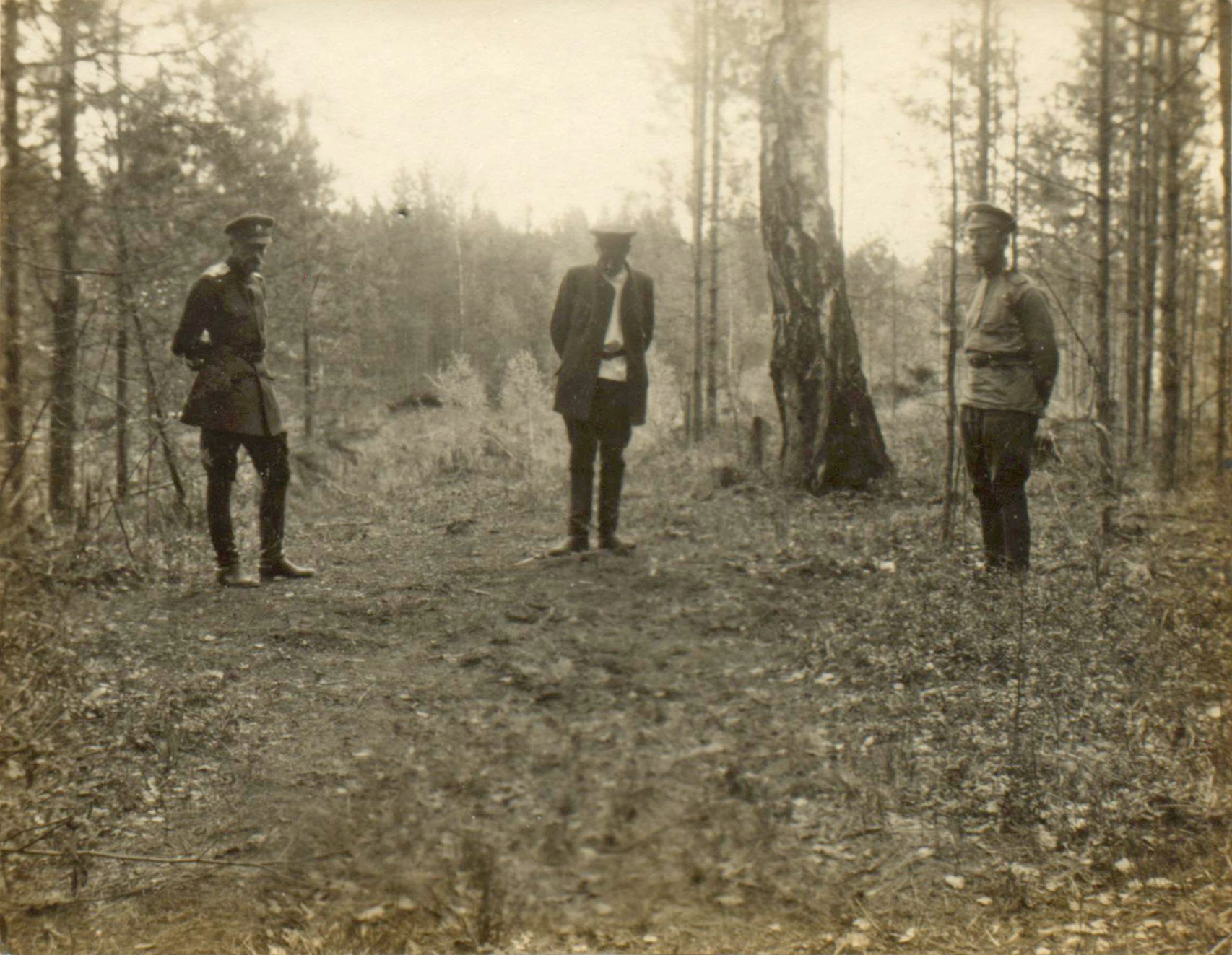
Следователь по особо важным делам Н. А. Соколов и ген. М. К. Дитерихс. 1919 г. Ганина Яма.
«Береза около кострища»

С 8 марта по 11 июня 1919 года Соколов вёл следственные действия в Екатеринбурге, 19 марта направив Уполномоченному командующего Сибирской армией генерал-майору С. А. Домонтовичу список лиц, в отношении которых «установлена виновность и причастность к этому злодеянию», с просьбой дать срочные указания воинским частям, «дабы жизнь всех указанных лиц была сохранена, и они по их задержанию были бы препровождены в тыл с уведомлением о том Вас для последующего извещения меня». В списке были фамилии 164 лиц, напрямую или косвенно причастных к убийству царской семьи — от председателя ВЦИК Якова Свердлова и председателя Уральского облисполкома Александра Белобородова до рядовых конвоиров, и были выписаны санкции на розыск и арест каждого из них.
Одновременно следователь расследовал убийства младшего брата бывшего императора Михаила Александровича под Пермью и великих князей в Алапаевске. Дитерихс называл три этих расстрела на Урале «особо исключительными по зверству и изуверству, полными великого значения, характера и смысла для будущей истории русского народа»
Несмотря на напряжённую обстановку на фронте, Соколов продолжал интенсивную работу, даже после захвата Екатеринбурга Красной Армией 15 июля 1919 года. Он допрашивал свидетелей и проводил экспертизы. По предписанию Дитерихса он должен был «выехать из Екатеринбурга и вывезти вместе с собой все акты подлинных следственных производств по делам об убийстве отрекшегося от престола Государя императора Николая II, его семьи и великих князей вместе с вещественными по сим делам доказательствами и обвинениями. В настоящий момент вы имеете принять все меры к сохранению указанных следственных производств в месте, о котором вы имеете получить личные мои указания и где вы должны пребывать впредь до получения вами особых распоряжений».
Соколов вывез собранные им материалы в Харбин, а затем во Францию. Чекисты пытались заполучить документы и в результате активности красных партизан это частично удалось. Специально для вдовствующей императрицы Марии Фёдоровны следователь подготовил подробный доклад, в котором привел доказательства убийства её сына, невестки и внуков и уничтожения их тел.
«Мне выпало на долю производить расследование об убийстве Государя императора Николая II и его семьи, — говорилось в авторском предисловии к книге „Убийство царской семьи“. — В пределах права я старался сделать все возможное, чтобы найти истину и соблюсти ее для будущих поколений. Я не думал, что мне самому придется говорить о ней, надеясь, что ее установит своим авторитетным приговором русская национальная власть. Но суровая действительность не сулит для этого благоприятных условий в близком будущем, а неумолимое время кладет на все свою печать забвения. Я отнюдь не претендую, что мне известны все факты и через них вся истина. Но до сего времени она мне известна более, чем кому-либо. Скорбные страницы о страданиях царя говорят о страданиях России. И, решившись нарушить обет моего профессионального молчания, я принял на себя всю тяжесть ответственности в сознании, что служение закону есть служение благу народа».
«Следователь Соколов наиболее профессионально провёл расследование убийства по горячим следам, — считает исследователь расстрела царской семьи, журналист Светлана Ильичёва. — Его бригада собрала вещественные доказательства, образцы грунта с кострищ, где уничтожались расчленённые тела. Пепел и земля, собранные в голубую шкатулку, принадлежавшую Александре Фёдоровне и затем переправленную за границу и ныне хранящуюся в Бельгии, — единственный материал от подлинных останков семьи».

## Сочинения
- Соколов Н. А. Убийство Царской семьи
  - Nicolas Sokoloff. Enquête judiciaire sur l’assassinat de la Famille Impériale Russe. Paris, 1924.
  - Соколов Н. А. Убийство Царской семьи. Берлин 1925.
  - Соколов Н. А. Убийство Царской семьи. Буэнос-Айрос 1969
- Соколов Н. А. Убийство царской семьи. — М.: «Советский писатель» и совместное итало-советское изд. «Сирин», 1990. — 365 с. — 200 000 экз. — ISBN 5-265-02231-7.
- Соколов Н. А. Предварительное следствие 1919—1922 гг.: [Сб. материалов] / Сост. Л. А. Лыкова. — М.: Студия ТРИТЭ; Рос. Архив, 1998. — 463 с. — (Российский Архив; [Т.] VIII).